# 浜田ガス
浜田ガス（はまだガス）は、島根県浜田市に本社を置く都市ガス会社。

## 事業概要（平成16年）
- 需要家戸数 - 11,620戸（供給区域内戸数6,715戸、普及率66.8%）
- 販売量 - 136,859MJ [1]

## 沿革
- 1957年 - 浜田ガス設立。
- 2007年 - 新本社落成。天然ガスへの転換完了。

## 主なサービスエリア
- 島根県浜田市の一部

## 関連会社
- 浜田ガス水道工事
- 浜田ビルメンテナンス